# Alcyonidium rylandi
Alcyonidium rylandi är en mossdjursart som beskrevs av Jean-Loup d'Hondt och Goyffon 2005. Alcyonidium rylandi ingår i släktet Alcyonidium och familjen Alcyonidiidae. Inga underarter finns listade i Catalogue of Life.